# Roberto Gavaldón
Roberto Gavaldón (Jiménez, estat de Chihuahua; 7 de juny de 1909 - Ciutat de Mèxic; 4 de setembre de 1986) va ser un director de cinema mexicà. Avi de la tennista professional ja retirada Angélica Gavaldón.

## Carrera
Gavaldón va ser un dels principals cineastes de l'Època d'Or del cinema mexicà (1936-1959). Abans de passar a la direcció, el jove i ben plantat Roberto va participar com a actor en algunes cintes, entre elles la primera que va realitzar, Cielito lindo, codirigida per Roberto O'Quigley (pseudònim del canadenc Robert Quigley). De fet, les seves cinc primeres pel·lícules van ser codireccions, inclosa una adaptació de la novel·la d'Alexandre Dumas (pare) El conde de Montecristo (1942, codirigida amb Chano Urueta) i el clàssic El baisano Jalil, protagonitzada i codirigida pel comediant Joaquín Pardavé.

## La Barraca i reconeixement nacional
Quan va dirigir en solitari la seva sisena pel·lícula, La barraca (1945, una adaptació de la novel·la de Vicente Blasco Ibáñez) va confirmar el seu nom com un bon realitzador i el film va obtenir el Premi Ariel en deu categories, que van incloure Millor pel·lícula de l'any i Millor direcció. Ingressava a l'elit cinematogràfica mexicana.
A partir de llavors Gavaldón va ser reconegut, al costat d'Emilio Fernández, Julio Bracho, Alejandro Galindo, Ismael Rodríguez i Chano Urueta, entre els més respectats cineastes de Mèxic. A La barraca li van seguir en 1946 El socio, drama al món dels negocis, amb l'actor argentí Hugo del Carril, i La otra, melodrama interpretat per Dolores del Río, que seria refet divuit anys després com Dead Ringer, amb Bette Davis. A l'any següent va obtenir un altre èxit, en dirigir a Arturo de Córdova i María Félix en el relat de passió carnal, La diosa arrodillada. En 1950 signà amb Quigley i José Revueltas el guió d'un dels seus millors films, Rosauro Castro, drama rural entorn d'un despietat terratinent, que van produir el protagonista Pedro Armendáriz i Gavaldón.

## Guanyador dels premis Ariel
En 1951 i 1954 va tornar a guanyar els premis Ariel, vuit cada vegada, inclosos els de Millor film i direcció, respectivament per un altre drama passional, En la palma de tu mano i després pel melodrama psicologista El niño y la niebla. Igualment efectius i de ferma execució són el melodrama Deseada (1951), amb guió d'Eduardo Marquina i interpretat per Dolores del Río, ambientat a zona maia, a Chichén-Itzá; en 1952, la cinta sobre corrupció en el món esportiu La noche avanza i el drama socio-rural El rebozo de Soledad, guanyador també de vuit premis Ariel; en 1953 la versió cinematogràfica del drama d'Alejandro Casona Las tres perfectas casadas; Camelia (1954), amb María Félix com a heroïna d'Alexandre Dumas (fill), i aquest mateix any l'intens drama eròtic Sombra verde, amb Ricardo Montalbán i la bella Ariadne Welter, filmada a la regió de Papantla i El Tajín a l'Estat de Veracruz.
En 1960 Gavaldón va estrenar Macario, obra del gènere fantàstic basada en el conte El tercer invitado de Bruno Traven, que alguns especialistes consideren la seva millor pel·lícula i que va tenir la distinció de ser la primera pel·lícula mexicana a ser nominada a l'Oscar a la millor pel·lícula de parla no anglesa, a més de guanyar el premi a la Millor pel·lícula hispanoamericana pel Cercle d'Escriptors Cinematogràfics d'Espanya. En 1961 va realitzar el drama controvertit i polèmic sobre la nacionalització del petroli a Mèxic, Rosa Blanca, que va ser censurat pel govern de torn a Mèxic en 196|. Va dirigir el drama Días de otoño, que va guanyar el premi a Millor fotografia per al mestre Gabriel Figueroa en el Festival de Panamà; i en 1964, El gallo de oro, adaptació del conte homònim de Juan Rulfo, que va obtenir el premi Diosa de Plata a la Millor pel·lícula, atorgat por la Premsa Cinematogràfica de Mèxic.
Gavaldón també va dirigir coproduccions entre Mèxic i estudis estatunidencs, rodades en anglès: en 1948 Adventures of Casanova amb Arturo de Córdova com el seductor; i per als estudis Walt Disney, The Littlest Outlaw en 1955.
Molts actors van guanyar premis d'interpretació en diverses categories sota la direcció del cineasta. En el lliurament dels premis Ariel de 1946, Domingo Soler (actor) i José Baviera (coactor) van guanyar per La barraca; i Beatriz Ramos (actriu revelació) per El socio; en 1952 Arturo de Córdova (actor) s'alçaria amb el guardó per En la palma de tu mano; en 1953, Stella Inda (actriu), Pedro Armendáriz (actor), Carlos López Moctezuma (coactuació masculina), Rosaura Revueltas (coactuació femenina) i Jaime Fernández (actuació juvenil) guanyaren tots l'Ariel per El rebozo de Soledad; en la cerimònia de 1954, Arturo de Córdova (actor) i José Elías Moreno (coactor) guanyaren l'Ariel per Las tres perfectas casadas; i Dolores del Río (actriu) i Alejandro Ciangherotti Jr. (actor infantil) per El niño y la niebla. A les edicions de 1955 i 1956, respectivament, guanyaren l'Ariel Jorge Martínez de Hoyos (coactor) per Sombra verde, i Pepito Romay (actor infantil) per Después de la tormenta. Quan el lliurament de l'Ariel es va suspendre durant tretze anys, Ignacio López Tarso va ser premiat en 1960 com a millor actor per Macario en el Festival de Cinema de San Francisco; i Pina Pellicer com a millor actriu per Días de otoño en el Festival de Cinema de Mar del Plata de 1964. En reactivar-se el lliurament del premi Ariel en 1972, López Tarso (actor) va guanyar per Rosa Blanca, que finalment es va estrenar després d'onze anys de censura. Va tenir la fortuna de viure per a veure-la.
El mestre va continuar fins al seu retir, dirigint fins i tot a Cantinflas (a Don Quijote cabalga de nuevo), a les "reines del melodrama" Libertad Lamarque i Amparo Rivelles, o a nous talents, en intents per adaptar-se a la nova moral de finalitats de segle a Mèxic, amb resultats mitjans, encara que no falten els qui troben mèrits en la seva última pel·lícula, Cuando tejen las arañas (1977), amb l'actriu Alma Muriel com una noia sexualment reprimida.

## La Rosa Blanca: antecedents i el perquè de la seva censura
En 1961, durant el mandat presidencial d'Adolfo López Mateos l'equip creatiu conformat per Roberto Gavaldón i Bruno Traven (autor de Macario, Canasta de cuentos mexicanos, y otras obras costumbristas), va decidir fer una polèmica cinta basada en una novel·la del propi Traven, ""La Rosa Blanca"". Adaptada al cinema per Emilio Carballido i el propi Gavaldón, de nou van cridar l'actor Ignacio López Tarso per a filmar aquesta història situada uns anys abans, i just en un dels moments històrics més importants de Mèxic: l'Expropiació del Petroli de 1938. Rosa Blanca va córrer amb la mateixa sort (és a dir, una censura voraç) que altres pel·lícules que tocaven fibres sensibles en l'àmbit polític -i aquesta en particular- que ensenyava com les companyies petrolieres explotaven als petits propietaris a Mèxic, amb la "llei a la mà" confabulada per polítics corruptes d'aquesta època. Per aquesta raó la pel·lícula va romandre "enllaunada" (terme utilitzat a Mèxic equivalent a censura) i seria estrenada en 1972 quan Rodolfo Echeverría Alvarez, va aixecar la censura.

## Mort
En 1986, quatre dies després de la desaparició física del cineasta, l'Acadèmia Mexicana d'Arts i Ciències Cinematogràfiques (AMACC) li va atorgar la Medalla Salvador Toscà en reconeixement de la seva valuosa obra cinematogràfica.

## Filmografia selecta
- Cuando tejen las arañas (1977)
- La playa vacía (1977)
- El hombre de los hongos (1976)
- Don Quijote cabalga de nuevo (1973)
- Doña Macabra (1971)
- La vida inútil de Pito Pérez (1970)
- El gallo de oro (1964)
- Días de otoño (1962)
- Rosa Blanca (1961)
- Macario (1960)
- Flor de mayo (1959)
- Miércoles de Ceniza (1958)
- La escondida (1956)
- The Littlest Outlaw (1955)
- Camelia (1954)
- De carne somos (1954)
- Sombra verde (1954)
- El niño y la niebla (1953)
- Las tres perfectas casadas (1953)
- El rebozo de Soledad (1952)
- La noche avanza (1952)
- Deseada (1951)
- Mi vida por la tuya (1951)
- En la palma de tu mano (1951)
- La rebelión de los esclavos (1950)
- Rosauro Castro (1950)
- La casa chica (1950)
- Han matado a Tongolele (1948)
- Adventures of Casanova (1948)
- La vida íntima de Marco Antonio y Cleopatra (1947)
- La diosa arrodillada (1947)
- La otra (1946)
- El socio (1946)
- La barraca (1945)
- El conde de Montecristo (1942)
- El baisano Jalil (1942)
- Cielito Lindo (1936)